# Randolph Galloway
Randolph Galloway (22 tháng 12 năm 1896 – 10 tháng 4 năm 1964) là một cầu thủ bóng đá và huấn luyện viên bóng đá người Anh, thi đấu cho Sunderland Tramways, Derby County, Nottingham Forest, Luton Town, Coventry City, Tottenham Hotspur và Grantham Town.

## Huấn luyện
Galloway từng dẫn dắt Sporting de Gijón, Valencia CF, Racing de Santander, Peñarol, SC YF Juventus, Sporting CP và Vitória S.C..